# Хатха-йога-прадипика
Не путать с книгой Б.К.С. Айенгара «Йога-дипика».
«Ха́тха-йо́га-пра́ди́пика» (санскр. हठ योग प्रदीपिका, IAST: haṭhayoga pradīpikā — объяснение хатха-йоги) — написанный на санскрите текст о хатха-йоге, предположительно датируемый XV веком. 
Автором считается Свами Сватмарама, последователь сиддха Горакшанатха, основателя Натха-сампрадайи.
Является древнейшим уцелевшим классическим текстом хатха-йоги. Другие два текста, датируемые более поздним периодом, это «Гхеранда-самхита» и «Шива-самхита». Представляет собой собрание ранних источников с добавлением собственной практики йоги Сватмарамы. Существует много переводов этого текста — в том числе и на русский.
Текст написан в рамках индуистской философской школы йоги и посвящён Шиве, который, согласно традиции индуизма, передал тайные знания о хатха-йоге и о других видах йоги своей божественной супруге Парвати.

## Содержание
В имеющемся русском переводе текст состоит из 382-х строф, и разделён на четыре части: «Асана», «Пранаяма», «Мудры», «Самадхи»:
1. глава описывает родословную преемственности, асаны и рекомендации по питанию. По одной шлоке (строфе) уделяется для перечисления правил ямы (сдержанность в поведении) и ниямы (соблюдаемые ограничения) — 67 шлок. Описано 15 асан.
2. глава описывает пранаямы и шаткармы (практики внутреннего очищения) — 78 шлок.
3. глава рассказывает о мудрах, бандхах («замках»), нади (каналах в тонком теле человека, по которым течёт прана), и энергии кундалини — 130 шлок.
4. глава описывает пратьяхару, дхарану, дхьяну и самадхи — 114 шлок. Основные идеи главы: самадхи как практика освобождения при жизни; одна из важнейших идей: контроль дыхания как практика контроля разума (манаса); кайвалья (санскр. - обособленность) как состояние недвойственности; упоминается понятие "чакры".

Деление на главы в английском переводе (2001):
1. глава. Мудры — 188 шлок.
2. глава. Пратьяхара — 61 шлока.
3. глава. Раджа-йога — 67 шлок.
4. глава. Нада-йога — 51 шлока.
5. глава. Знание времени — 42 шлоки.
6. глава. Освобождение вне тела — 43 шлоки.

## Русские переводы
В 1983 году в самиздате был распространён анонимный перевод «Ха́тха-йо́га-пра́ди́пики».
В 1994 году опубликован перевод А. Ригина. Издан в киевском издательстве «Экслибрис» тиражом 3000 экз.